# جوردن نولان
جوردن نولان هو لاعب هوكي الجليد كندي، ولد في 23 يونيو 1989 في سانت كاثرينز في كندا.

## وصلات خارجية
- جوردن نولان على موقع دوري الهوكي الوطني (الإنجليزية)
- جوردن نولان على موقع EliteProspects.com (الإنجليزية)
- جوردن نولان على موقع Eurohockey.com (الإنجليزية)
- جوردن نولان على موقع HockeyDB.com (الإنجليزية)
- جوردن نولان على موقع Hockey-Reference.com (الإنجليزية)